# Gregor Etzelmüller
Gregor Etzelmüller (* 1971) ist ein deutscher evangelischer Theologe.

## Leben
Nach der Promotion 2000 in Heidelberg und der Habilitation 2008 an der Universität Heidelberg ist er seit 2016 Professor für Systematische Theologie an der Universität Osnabrück.
Seine Forschungsschwerpunkte sind Dogmatik des 19. und 20. Jahrhunderts, ökumenische Theologie und Liturgiewissenschaft, interdisziplinäre Anthropologie und Ethik, Erwählung und Vorsehung. Gottes Handeln in der Geschichte, theologische und medizinische Anthropologie und Theologie und Zivilgesellschaft.

## Schriften (Auswahl)
- ... zu richten die Lebendigen und die Toten. Zur Rede vom Jüngsten Gericht im Anschluß an Karl Barth. Neukirchen-Vluyn 2001, ISBN 3-7887-1844-7.
- ... zu schauen die schönen Gottesdienste des Herrn. Eine biblische Theologie der christlichen Liturgiefamilien. Frankfurt am Main 2010, ISBN 978-3-87476-615-9.
- mit Heike Springhart (Hgg.): Gottes Geist und menschlicher Geist. Leipzig 2013, ISBN 978-3-374-03167-2.
- Was geschieht beim Gottesdienst? Die eine Bibel und die Vielfalt der Konfessionen. Leipzig 2014, ISBN 978-3-374-03911-1.